# احمدشاه (طالبان)
احمد شاه با نام مستعار محمد اسماعیل (۱۹۷۰ - آوریل ۲۰۰۸)، با نام کامل «احمد شاه دره نور»، فرمانده گروهی از جنگجویان فعال در شرق افغانستان بود. او با گلبدین حکمتیار در ارتباط بود.

## فعالیت‌ها
شاه در سال ۲۰۰۱، علیه طالبان و القاعده می‌جنگید اما بعدها به همکاری با جنگجویان خارجی که در مناطق شمال شرقی افغانستان تردد و عملیات می‌کردند، پرداخت. او روابطی نزدیک با گلبدین حکمتیار داشت.
در اواخر سال ۲۰۰۵، او رهبری یک گروه کوچک مسلح از شبه‌نظامیان ضد ائتلاف (ACM) را برعهده داشت که پس از انجام یک کمین، به یک تیم چهار نفره از نیروهای یگان ویژه نیروی دریایی آمریکا حمله کردند. آن‌ها سه نفر از آن سربازان را کشتند و سپس یک بالگرد شینوک را که به عنوان بخشی از نیروهای واکنش سریع آمریکا برای کمک و نجات سربازان، اعزام شده بود، ساقط کردند. در مجموع ۱۹ پرسنل از نیروهای ویژه ایالات متحده در طول عملیات بال‌های سرخ توسط گروه احمدشاه، کشته شدند. همچنین حدود ۳۵ نفر از نیروهای او طی مبارزه و تبادل آتش با آخرین سرباز آمریکایی باقی‌مانده، کشته شدند. یگان ویژه نیروی دریایی آمریکا به‌عنوان طراح عملیات بال‌های سرخ، این عملیات را برای برهم زدن فعالیت نیروهای ضدائتلاف، در دره‌پیچ در ولایت کنر با تمرکز بر گروه احمدشاه برنامه‌ریزی کرده یودند. طراحان عملیات از طریق بررسی‌های میدانی و شنود الکترونیک و ردیابی سیگنال‌ها، تعداد نیروهای احمدشاه را ۱۰ تا ۲۰ مبارز برآورد کرده بودند اما شاه و نیروهای تحت امرش تلفات سنگینی به نیروهای ویژه و تفنگداران دریایی آمریکا وارد کردند.
پس از آن کمین و سرنگونی هلیکوپتر شینوک، شاه و افرادش به پاکستان گریختند. آن‌ها در آن‌جا ویدئویی از کمین و سلاح‌ها و ادوات ضبط‌شده از نیروهای آمریکایی، تهیه کردند. در اواخر ژوئیهٔ ۲۰۰۵، شاه و افرادش به ولایت کنر بازگشته و شروع به حمله به تأسیسات و اموال ایالات متحده آمریکا، ائتلاف و دولت افغانستان کردند. در عملیات والرز که برای تضمین محیطی امن برای برگزاری انتخابات مجلس افغانستان در سال ۱۳۸۴ انجام شد، نیروها و تجهیزات احمدشاه به‌سوی نابودی رفتند و او دیگر نتوانست در افغانستان حمله‌ای انجام دهد.

## مرگ
شاه طی تیراندازی نیروهای مسلح پاکستان در خیبر پختونخوا در آوریل ۲۰۰۸، پس از عدم توقف در یک ایست و بازرسی امنیتی در حین انتقال یک تاجر ربوده شده کشته شد. یکی از مقامات ولایت کنر اعلام کرد که شاه، «تحت تعقیب‌ترین تروریست در ولایت کنر» بوده‌است.